# Roman Bezjak
Roman Bezjak, slovenski nogometaš, * 21. februar 1989, Slovenj Gradec.
Bezjak je od leta 2007 igral za slovenskega prvoligaša NK MIK CM Celje, za katerega je odigral 108 prvenstvenih tekem in dosegel 34 golov, leta 2012 pa je prestopil v bolgarski klub PFC Ludogorec Razgrad. Leta 2015 je postal član hrvaške Rijeke, leta 2016 pa nemškega prvoligaša SV Darmstadt 98.
Igral je za slovenski reprezentanci do 17 in 19 let, za slovensko člansko reprezentanco pa je debitiral 14. avgusta 2013 na prijateljski tekmi proti finski reprezentanci v Turkuju.